# بیل جونز (بازیکن فوتبال، زاده ۱۹۲۴)
بیل جونز (انگلیسی: Bill Jones; ۶ ژوئن ۱۹۲۴ – آوریل ۱۹۹۵ (aged 70)) بازیکن فوتبال اهل بریتانیا بود.
از باشگاه‌هایی که در آن بازی کرده‌است می‌توان به باشگاه فوتبال منچستر سیتی اشاره کرد.